# 양태사
양태사(楊泰師, ?~?)는 발해의 무관이다.

## 생애
그는 발해의 귀덕장군으로서 758년, 견발해사(견고려사)로 양승경, 풍방례 등 20여 명과 함께 일본에 파견되었으며, 일본으로부터 종3위를 받았다. 이 때 그는 고향을 그리워하며 송별연 때 “야청도의성”(夜聽擣衣聲)이라는 시를 지어 남겼다.

## 참고 자료
- 유, 득공 (1784). 《발해고》. 신고(臣考).